# Linux Intern
Linux Intern war eine 1999 gegründete Computerzeitschrift aus dem Verlag Data Becker, die Themen um das freie Betriebssystem Linux behandelte. Sie erschien quartalsweise (in den Anfängen unregelmäßig) und wurde als Sonderheft der PC Praxis geführt. Die Auflage betrug im Januar 2007 43.000 verkaufte Zeitschriften (nicht IVW-geprüft). Der Verlag gab eine Druckauflage von 49.404 an (Stand: Dezember 2012). Im Januar 2013 wurde vom Verlag die Einstellung der Zeitschrift bekanntgegeben.
Das etwa 160-seitige Heft erschien mit beiliegender CD/DVD, auf der sich verschiedene Linux-Distributionen und Linux-Software befanden, deren Nutzung und Installation im Heft erklärt wurde. Neben Produkttests fanden sich Anleitungen zur Konfiguration und Nutzung von Hardware und Software sowie nützliche Tipps für einen Umstieg auf Linux.
Unter dem Namen Linux Intern gab es ebenfalls seit dem Jahr 1998 ein Computerbuch im Data Becker Verlag, das in mehreren Auflagen erschienen ist.